# Palle Lauring
Palle Lauring (ur. 16 października 1909 we Frederiksbergu, zm. 3 października 1996) – duński pisarz i historyk, autor szeregu książek o historii Danii.
Palle Lauring urodził się we Frederiksbergu. W 1935 ukończył seminarium nauczycielskie w Haderslev, po czym podjął pracę w szkołach w Kopenhadze.
Jako autor zadebiutował powieścią Vitellius (1944), znany jest jednak przede wszystkim z wielu książek o historii Danii (wśród nich dziesięciotomowej Historii Danii Pallego Lauringa wydawanej latach 1961–1979) oraz o historycznych władcach Danii.
Pisarstwo Lauringa opierało się na solidnej wiedzy historycznej połączonej z dużą swadą gawędziarską. Dzięki wystąpieniom w duńskim radiu i telewizji autor przekazał swoje widzenie historii szerszej publiczności.
W roku 1961 pisarz został uhonorowany duńską nagrodą literacką Złote Laury (duń. De Gyldne Laurbær). Do 2003 roku ukazało się drukiem prawie 100 pozycji książkowych Lauringa.
Bratem pisarza jest aktor Gunnar Lauring.

## Publikacje
- Danmark i Skåne (1952)
- Bornholm (1957)
- Her skete det. Sjælland (1966)
- Nørrejylland (1968)
- Øerne (1974)
- Dansk Vestindien, historien og øerne (1978)
- Dronninger og andre kvinder i Danmarkshistorien (1981)